# Jean-François de Demandolx
Jean-François de Demandolx, né à Marseille, le 20 octobre 1744 et mort à Amiens, le 14 août 1817, est un prélat français du XVIIIe siècle et du début du XIXe siècle.

## Biographie

### Prêtre réfractaire pendant la Révolution française
Jean-François de Demandolx fut chanoine, théologal et grand vicaire de Jean-Baptiste de Belloy, évêque de Marseille puis fut nommé à l'abbaye de Sénanque en 1787. Pendant la Révolution française, il refusa le serment de fidélité à la Constitution et émigra en Italie puis en Allemagne.

### Évêque concordataire
Après le concordat de 1801, il fut appelé par Belloy devenu archevêque de Paris pour être vicaire général de son diocèse. En 1803 il fut nommé évêque de La Rochelle avant d'être nommé, en 1804, évêque d'Amiens, fonction qu'il exerça jusqu'à son décès.
Il assista au concile national, convoqué par Napoléon Ier en 1811 à Paris et s’y montra favorable aux prérogatives du pape contre les prétentions de l’empereur. Il travailla à relever son diocèse des ruines causées par la Révolution tant au point de vue matériel que spirituel. 

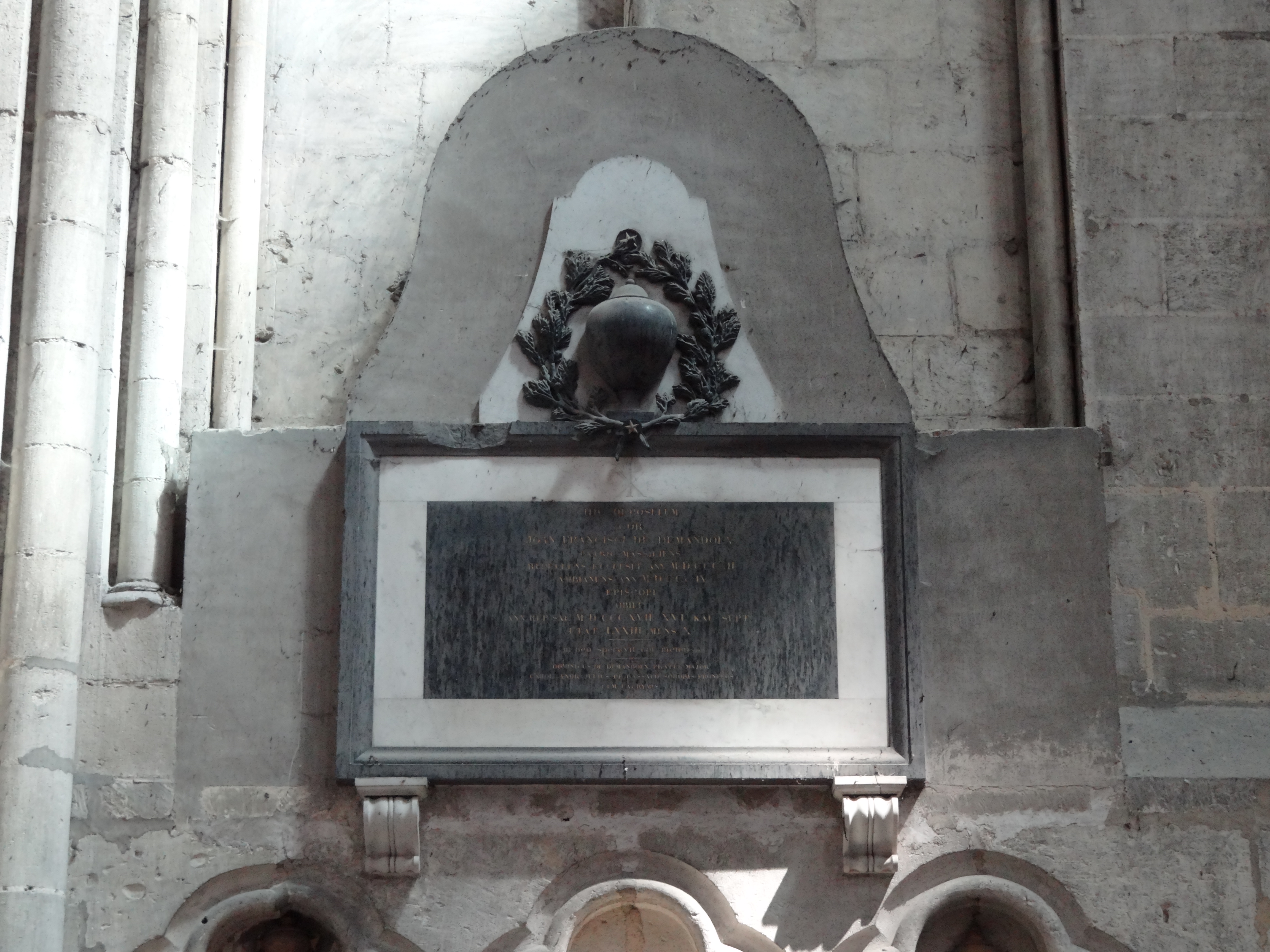
Le monument contenant le cœur de Jean-François de Demandolx dans le transept nord de la cathédrale d'Amiens (Somme).

Dans la cathédrale Notre-Dame d'Amiens se trouve l'urne contenant le cœur de Jean-François de Demandolx, sous laquelle un panneau funéraire a été placé avec cette inscription : 

« + / HIC DEPOSITUM / COR / JOAN. FRANCISCI DE DEMANDOLX / PATRIC. MASSILIENS / RUPELLENS / ECCLECIAS AN. MDCCCIII / AMBIANENS. AN. MDCCCIV / EPISCOPI / OBIIT / AN. REP. SAL. MDCCCXVII, XVI KAL. SEPT. / AETAT LXXIII MENS. X / IN DEO SEPRAVIT COR MEUM / DOMINICUS DE DEMANDOLX FRATER MAJOR / CAROL. ANDR. JULIUS DE GASSAUD SORORIS PRONEPOS / CUM LACRYMIS / PP. »

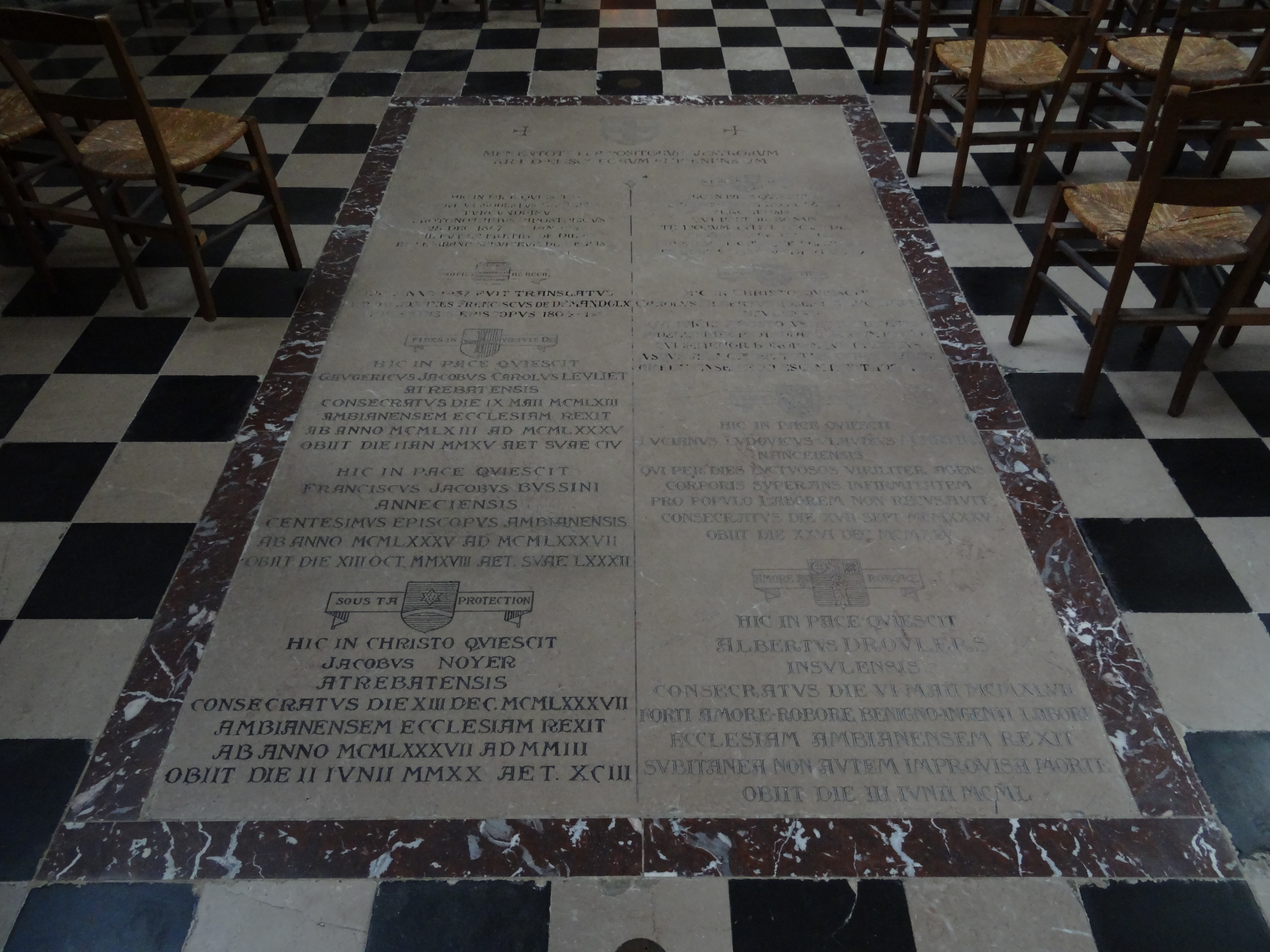
Vue de la dalle qui recouvre le caveau des évêques d'Amiens dans la chapelle Notre-Dame-de-Pitié de la cathédrale d'Amiens (Somme).